# Peter Schmidt (Sozialwissenschaftler)
Peter Schmidt (* 29. Dezember 1942 in Posen) ist ein deutscher Sozialwissenschaftler und Professor emeritus am Institut für Politikwissenschaft und Mitglied des Zentrums für Internationale Entwicklung und Umwelt (ZEU) der Universität Gießen sowie Senior Research Fellow am Zentrum für Psychosomatik der Universität Mainz.

## Leben
Peter Schmidt erwarb 1969 sein Diplom in Soziologie, Statistik und Wissenschaftstheorie und promovierte 1977 in Soziologie und Wissenschaftstheorie an der Universität Mannheim. Während dieser Zeit war er zunächst als wissenschaftlicher Mitarbeiter in Mannheim und dann von 1972 bis 1979 als Dozent am Institut für Soziologie der Universität Hamburg tätig.
Von 1979 bis 1981 war Schmidt Projektleiter bei ZUMA Mannheim (heute Leibniz-Institut GESIS Mannheim) und für die Allgemeine Bevölkerungsumfrage der Sozialwissenschaften (ALLBUS) sowie für das erste Skalenhandbuch für sozialwissenschaftliche Skalen verantwortlich (ZIS). Von 1981 bis 1994 war er Professor für empirische Sozialforschung am Institut für Politikwissenschaften der Justus-Liebig-Universität Gießen. 1994 bis 2000 war er als Programmdirektor für gesellschaftliche Dauerbeobachtung bei ZUMA Mannheim (heute Leibniz-Institut GESIS Mannheim) tätig. Von 2000 bis 2008 kehrte er an die Justus-Liebig-Universität Gießen zurück. Nach der Pensionierung 2008, war er von 2011 bis 2013 Co-Direktor des Internationalen Labors für sozio-kulturelle Forschung an der staatlichen Forschungsuniversität ‘Higher School of Economics (HSE)’ in Moskau. Danach von 2014 bis 2018 erhielt er ein Humboldt-Forschungsstipendium der polnischen Stiftung für Grundlagenforschung an der Kardinal-Stefan-Wyszyński-Universität in Warschau.

## Forschung
Schmidts Forschungsinteresse konzentriert sich auf die Modellierung verschiedener Verhaltenstypen in sozialen Kontexten unter Verwendung des rational choice Ansatzes und der Theorie des geplanten Handelns. Die Spezifikation und Anwendung von Modellen für Strukturgleichungen und verallgemeinerte latente Variablen und kulturübergreifende sowie längsschnittliche Analyse- und Messinvarianz-Modelle. Den Wandel und die Stabilität nationaler Identität, Einwanderungseinstellungen und von Werten sowie Autoritarismus. Von 2000 bis 2008 arbeitete er zusammen mit Mosche Semjonov (Universität Tel Aviv und Universität Chicago) und Rebeca Raijman (Universität Haifa) an zwei Projekten der Deutsch-Israelischen Stiftung (GIF) zum Vergleich von Einstellungen gegenüber Ausländern in Israel und Deutschland. Gemeinsam mit Wilhelm Heitmeyer (Universität Bielefeld), Steffen Kühnel (Universität Göttingen) und Ulrich Wagner (Universität Marburg) begann Schmidt eine von der Volkswagen-Stiftung geförderte, auf zehn Jahre angelegte Studie zu gruppenbezogener Menschenfeindlichkeit und Diskriminierung von Minderheiten in Deutschland. Als theoretische Ansätze kamen vor allem die Bedrohungstheorie, realistische Konflikttheorie, relative Deprivation und Autoritarismus zur Anwendung. Eldad Davidov (Universität zu Köln) und Schmidt entwickelten zusammen mit einem Team aus England, Portugal und der Schweiz ein Modul zu Einwanderungseinstellungen für den European Social Survey (ESS), das im Rahmen des ESS 2014 in 20 europäischen Ländern umgesetzt wurde. Im Jahr 2016 entwickelte er zusammen mit Ulrich Wagner und Mathias Kauff ein Modul zu Einstellungen gegenüber Flüchtlingen und Minderheiten für das Access Panel der GESIS Mannheim. Für das GESIS ACCESS Panel entwickelte er 2019 zusammen mit Galit Gordoni (Open University, Israel), Icek Aizen (UMASS, Amherst), Holger Steinmetz (Leibniz-Institut für Psychologie Trier) ein Modul zum Datenschutzverhalten in Social Media unter Anwendung der Theorie des geplanten Handelns.

## Schriften (Auswahl)
- mit Karl-Dieter Opp: Einführung in die Mehrvariablenanalyse. Grundlagen der Formulierung und Prüfung komplexer sozialwissenschaftlicher Aussagen. Reinbek 1976, ISBN 3-499-21087-8.
- mit Andreas Pfeifer: LISREL. Die Analyse komplexer Strukturgleichungsmodelle. Stuttgart 1987, ISBN 3-437-40192-0.
- mit Kerstin Plies und Bettina F. Nickel (Hrsg.): Zwischen Lust und Frust. Jugendsexualität in den 90er Jahren. Ergebnisse einer repräsentativen Studie in Ost- und Westdeutschland. Opladen 1999, ISBN 3-8100-1796-5.
- mit Sebastian Bamberg und Harald Gumbl (Hrsg.): Rational choice und theoriegeleitete Evaluationsforschung. Am Beispiel der „Verhaltenswirksamkeit verkehrspolitischer Maßnahmen“. Opladen 2000, ISBN 3-8100-2526-7.
- R. D. Alba, P. Schmidt, M. Wasmer (Hrsg.): Germans or Foreigners? Attitudes Toward Ethnic Minorities in Post-Reunification Germany. New York, Palgrave Macmillan 2003.
- J. Grimm, J. Huddy, P. Schmidt, J. Seethaler (Hrsg.): The Dynamics of National Identity. Routledge, London 2016.
- E. Davidov, P. Schmidt, J. Billiet, B. Meuleman (Hrsg.): Cross-Cultural Analysis. Methods and Applications. 2. Auflage. Routledge, London 2018.
- A. De Leeuw, P. Valois, I. Ajzen, P. Schmidt: Using the theory of planned behavior to identify key beliefs underlying pro-environmental behavior in high-school students: Implications for educational interventions. In: Journal of environmental psychology. Band 42, 2015, S. 128–138.
- E. Davidov, P. Schmidt, S. H. Schwartz: Bringing values back in: The adequacy of the European Social Survey to measure values in 20 countries. In: Public opinion quarterly. Band 72, Nr. 3, 2008, S. 420–445.
- V. Magun, M. Rudnev, P. Schmidt: Within-and between-country value diversity in Europe: A typological approach. In: European Sociological Review. Band 32, Nr. 2, 2015, S. 189–202.
- H. Steinmetz, M. Knappstein, I. Ajzen, P. Schmidt, R. Kabst: How effective are behavior change interventions based on the theory of planned behavior? In: Zeitschrift für Psychologie. 2016, S. 216–233.
- M. C. Voelkle, J. H. Oud, E. Davidov, P. Schmidt: An SEM approach to continuous time modeling of panel data: Relating authoritarianism and anomia. In: Psychological methods. Band 17, Nr. 2, 2012, S. 176.
- U. Wagner, J. C. Becker, O. Christ, T. F. Pettigrew, P. Schmidt: A longitudinal test of the relation between German nationalism, patriotism, and outgroup derogation. In: European sociological review. Band 28, Nr. 3, 2012, S. 319–332.